# Tatjana Maria

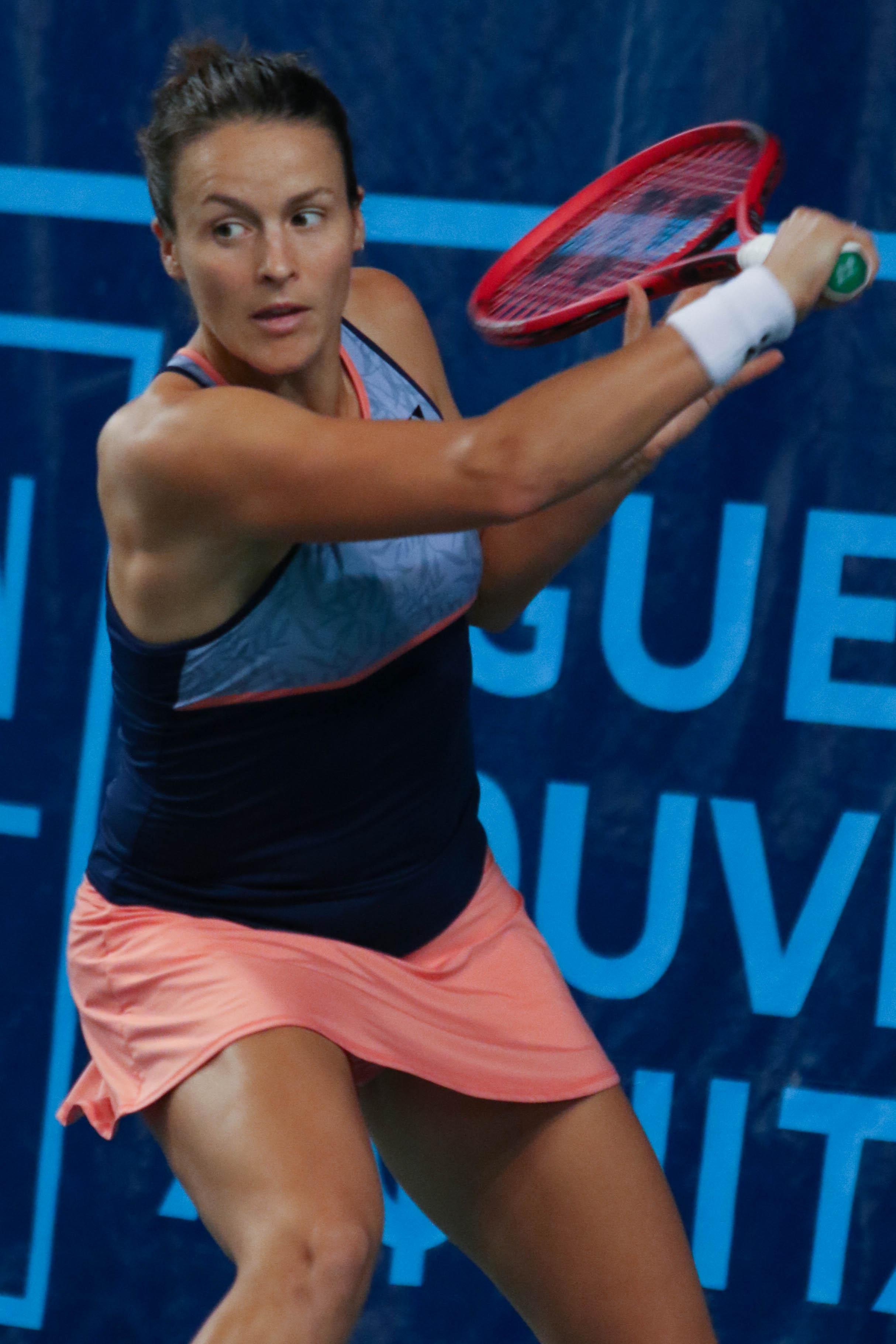
Poitiers 2019

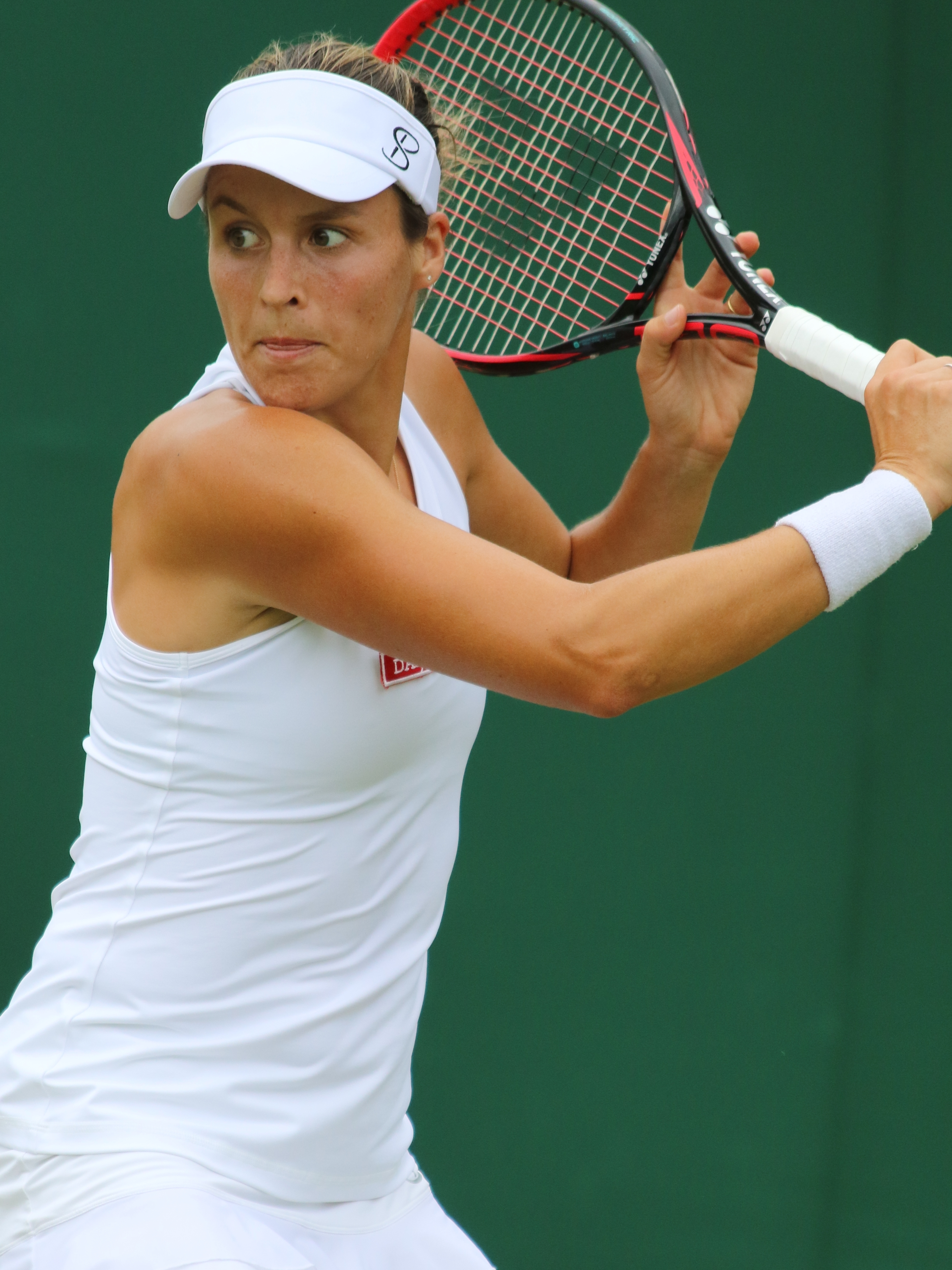
Wimbledon 2017

Tatjana Maria, geboren als Tatjana Malek (Bad Saulgau, 8 augustus 1987), is een professioneel tennisspeelster uit Duitsland. Zij begon met tennis toen zij vijf jaar oud was. Haar favoriete ondergrond is hardcourt. Zij speelt rechtshandig en heeft sinds 2014 een enkelhandige backhand.

## Persoonlijk
Op 8 april 2013 trouwde Malek in Palm Beach Gardens met haar coach Charles-Édouard Maria. Op 20 december 2013 kregen zij een dochter. In april 2021 volgde een tweede dochter.

## Loopbaan

### Enkelspel
Malek debuteerde in 2001 op het ITF-toernooi van haar geboorteplaats Bad Saulgau (Duitsland). Zij stond in 2006 voor het eerst in een finale, op het ITF-toernooi van Biberach (Duitsland) – zij verloor van landgenote Kristina Barrois. Later dat jaar veroverde Malek haar eerste titel, op het ITF-toernooi van Les Contamines (Frankrijk), door de Tsjechische Sandra Záhlavová te verslaan. Tot op heden(juli 2025) won zij negentien ITF-titels, de meest recente in 2025 in Bangalore (India).
In 2006 kwalificeerde Malek zich voor het eerst voor een WTA-hoofdtoernooi, op het toernooi van Luxemburg. Haar eerste goede resultaat op de WTA-toernooien is het bereiken van de halve finale, op het toernooi van Québec 2017. Zij stond in 2018 voor het eerst in een WTA-finale, op het toernooi van Mallorca – hier veroverde zij haar eerste titel, door de Letse Anastasija Sevastova te verslaan.
In 2022 won Maria haar tweede WTA-titel, op het toernooi van Bogota – in de finale versloeg zij de Braziliaanse Laura Pigossi. Een jaar later op het toernooi van Bogota prolongeerde zij haar titel, door winst op de Amerikaanse Peyton Stearns. In augustus 2023 won zij haar vierde titel, op het WTA 125-toernooi van Barranquilla in Colombia.
In 2025 won Maria haar vijfde WTA-titel op het WTA 500-toernooi van Londen – als kwalificante bereikte zij de finale, waarin zij de Amerikaanse Amanda Anisimova versloeg.
Haar beste resultaat op de grandslamtoernooien is het bereiken van de halve finale, op Wimbledon 2022. Haar hoogste notering op de WTA-ranglijst is de 36e plaats, die zij bereikte in juli 2025.

### Dubbelspel
Malek was in het dubbelspel minder actief dan in het enkelspel. Zij debuteerde in 2003 op het ITF-toernooi van Warschau (Polen), samen met landgenote Annette Kolb – hier veroverde zij haar eerste titel, door het Tsjechische duo Barbora Machovská en Ivana Pláteníková te verslaan. Tot op heden(juli 2025) won zij vijftien ITF-titels, de meest recente in 2014 in Mérida (Mexico).
In 2005 speelde Malek voor het eerst op een WTA-hoofdtoernooi, op het toernooi van Berlijn, samen met landgenote Angelique Kerber. Zij stond in 2009 voor het eerst in een WTA-finale, op het toernooi van Bad Gastein, samen met landgenote Andrea Petković – zij verloren van het Tsjechische koppel Andrea Hlaváčková en Lucie Hradecká. In 2012 veroverde Malek haar eerste WTA-titel, op het toernooi van Québec, samen met Française Kristina Mladenovic, door het koppel Alicja Rosolska en Heather Watson te verslaan. Tot op heden(juli 2025) won zij vier WTA-titels, de meest recente in 2019 in Seoel, samen met de Spaanse Lara Arruabarrena.
Haar beste resultaat op de grandslamtoernooien is het bereiken van de kwartfinale, op Wimbledon 2018, samen met Heather Watson. Haar hoogste notering op de WTA-ranglijst is de 54e plaats, die zij bereikte in juni 2016.

### Tennis in teamverband
In de periode 2006–2024 maakte Malek deel uit van het Duitse Fed Cup-team – zij behaalde daar een winst/verlies-balans van 13–10. In 2018 kwam zij uit in de halve finale van de Wereldgroep I, tegen Tsjechië, nadat zij in de eerste ronde tegen Wit-Rusland twee van haar drie partijen had gewonnen.
In 2013 nam zij als invaller voor de geblesseerde Andrea Petković deel aan de Hopman Cup, met Tommy Haas aan haar zijde – zij strandden in de groepsfase.

## Posities op deWTA-ranglijst
Positie per einde seizoen:
| jaar | rang enkelspel | rang dubbelspel |
| ---- | -------------- | --------------- |
| 2003 | 651            | –               |
| 2004 | 552            | 560             |
| 2005 | 284            | 371             |
| 2006 | 146            | 245             |
| 2007 | 88             | 121             |
| 2008 | 272            | 372             |
| 2009 | 68             | 87              |
| 2010 | 137            | 101             |
| 2011 | 191            | 138             |
| 2012 | 112            | 80              |
| 2013 | 258            | 131             |
| 2014 | 214            | 107             |
| 2015 | 68             | 80              |
| 2016 | 126            | 63              |
| 2017 | 46             | 206             |
| 2018 | 79             | 87              |
| 2019 | 90             | 163             |
| 2020 | 109            | 165             |
| 2021 | 279            | 309             |
| 2022 | 68             | 542             |
| 2023 | 57             | 307             |
| 2024 | 101            | 1040            |

## Resultaten grandslamtoernooien
| Legenda | Legenda                          |
| ------- | -------------------------------- |
| g.t.    | geen toernooi gehouden           |
| l.c.    | lagere categorie                 |
| –       | niet deelgenomen                 |
| G       | uitgeschakeld in de groepsfase   |
| 1R      | uitgeschakeld in de eerste ronde |
| 2R      | uitgeschakeld in de tweede ronde |
| 3R      | uitgeschakeld in de derde ronde  |
| 4R      | uitgeschakeld in de vierde ronde |
| KF      | uitgeschakeld in de kwartfinale  |
| HF      | uitgeschakeld in de halve finale |
| F       | de finale verloren               |
| W       | het toernooi gewonnen            |
| w-v     | winst/verlies-balans             |

### Enkelspel
| Australian Open | –  | 1R | 2R | 1R | –  | –  | 1R | 2R | –  | 1R | 1R | 1R   | 1R | 1R | 2R | 2R |
| Roland Garros   | –  | –  | –  | 1R | –  | 1R | 1R | 2R | 2R | 1R | 1R | –    | 1R | 1R | 1R | 1R |
| Wimbledon       | 1R | –  | 2R | 1R | –  | 1R | 3R | 1R | 2R | 2R | 1R | g.t. | HF | 1R | 1R | 1R |
| US Open         | 1R | –  | 1R | –  | 2R | –  | 1R | –  | 2R | 2R | 1R | 1R   | 1R | 1R | 2R |    |

### Vrouwendubbelspel
| Australian Open | –  | –  | 1R | 1R | –  | 1R | –  | 1R | 1R | 2R | 1R | 1R | 1R   | 1R | 1R | 1R | –  |
| Roland Garros   | –  | –  | 1R | –  | –  | 1R | 2R | 2R | 3R | –  | 2R | 1R | –    | 1R | 1R | –  | 1R |
| Wimbledon       | 2R | 1R | 1R | –  | –  | 1R | –  | 1R | 2R | 2R | KF | –  | g.t. | 1R | 1R | 1R | –  |
| US Open         | –  | 2R | 1R | –  | 2R | –  | –  | 1R | 1R | 1R | 1R | 1R | –    | –  | 3R | 1R |    |

## Palmares
| Legenda                 |
| ----------------------- |
| Grandslamtoernooi       |
| Olympische Spelen       |
| Year-End Championships  |
| Premier Mandatory       |
| Premier Five / WTA 1000 |
| Premier / WTA 500       |
| International / WTA 250 |
| Challenger / WTA 125    |

### WTA-finaleplaatsen enkelspel
| nr.              | finale     | toernooi         | ondergrond | tegenstandster       | score         |         |
| ---------------- | ---------- | ---------------- | ---------- | -------------------- | ------------- | ------- |
| gewonnen finales |            |                  |            |                      |               |         |
| 1.               | 2018-06-24 | WTA Mallorca     | gras       | Anastasija Sevastova | 6-4, 7-5      | details |
| 2.               | 2022-04-10 | WTA Bogota       | gravel     | Laura Pigossi        | 6-3, 4-6, 6-2 | details |
| 3.               | 2023-04-09 | WTA Bogota       | gravel     | Peyton Stearns       | 6-3, 2-6, 6-4 | details |
| 4.               | 2023-08-19 | WTA Barranquilla | hardcourt  | Fiona Ferro          | 6-1, 6-2      | details |
| 5.               | 2025-06-15 | WTA Londen       | gras       | Amanda Anisimova     | 6-3, 6-4      | details |
| verloren finales |            |                  |            |                      |               |         |
| 1.               | 2023-06-25 | WTA Gaiba        | gras       | Ashlyn Krueger       | 6-3, 4-6, 5-7 | details |
| 2.               | 2024-08-17 | WTA Barranquilla | hardcourt  | Nadia Podoroska      | 2-6, 6-1, 3-6 | details |
| 3.               | 2024-09-07 | WTA Guadalajara  | hardcourt  | Kamilla Rachimova    | 3-6, 7-6, 3-6 | details |
| 4.               | 2025-07-13 | WTA Newport      | gras       | Caty McNally         | 6-2, 4-6, 2-6 | details |

### WTA-finaleplaatsen vrouwendubbelspel
| nr.              | finale     | toernooi          | ondergrond | partner             | tegenstandsters                      | score            |         |
| ---------------- | ---------- | ----------------- | ---------- | ------------------- | ------------------------------------ | ---------------- | ------- |
| gewonnen finales |            |                   |            |                     |                                      |                  |         |
| 1.               | 2012-09-16 | WTA Québec        | tapijt (i) | Kristina Mladenovic | Alicja Rosolska Heather Watson       | 7-6, 6-7, [10-7] | details |
| 2.               | 2016-04-17 | WTA Bogota        | gravel     | Lara Arruabarrena   | Gabriela Cé Andrea Gámiz             | 6-2, 4-6, [10-8] | details |
| 3.               | 2018-03-03 | WTA Acapulco      | hardcourt  | Heather Watson      | Kaitlyn Christian Sabrina Santamaria | 7-5, 2-6, [10-2] | details |
| 4.               | 2019-09-22 | WTA Seoel         | hardcourt  | Lara Arruabarrena   | Hayley Carter Luisa Stefani          | 7-6, 3-6, [10-7] | details |
| verloren finales |            |                   |            |                     |                                      |                  |         |
| 1.               | 2009-07-26 | WTA Bad Gastein   | gravel     | Andrea Petković     | Andrea Hlaváčková Lucie Hradecká     | 2-6, 4-6         | details |
| 2.               | 2014-10-12 | WTA Japan (Osaka) | hardcourt  | Lara Arruabarrena   | Shuko Aoyama Renata Voráčová         | 1-6, 2-6         | details |
| 3.               | 2015-07-19 | WTA Båstad        | gravel     | Olha Savtsjoek      | Kiki Bertens Johanna Larsson         | 5-7, 4-6         | details |
| 4.               | 2015-11-27 | WTA Carlsbad      | hardcourt  | Oksana Kalasjnikova | Gabriela Cé Verónica Cepede Royg     | 6-1, 4-6, [8-10] | details |
| 5.               | 2016-04-30 | WTA Rabat         | gravel     | Raluca Olaru        | Xenia Knoll Aleksandra Krunić        | 3-6, 0-6         | details |

### Gewonnen ITF-toernooien enkelspel
| nr. | finale     | toernooi       | dotatie   | ondergrond    | tegenstandster in finale | score         |
| --- | ---------- | -------------- | --------- | ------------- | ------------------------ | ------------- |
| 01. | 2006-07-30 | Les Contamines | $ 25.000  | hardcourt     | Sandra Záhlavová         | 6-3, 6-4      |
| 02. | 2006-08-13 | Hechingen      | $ 25.000  | gravel        | Magda Mihalache          | 6-3, 6-4      |
| 03. | 2007-10-28 | Bratislava     | $ 100.000 | hardcourt     | Petra Kvitová            | 6-2, 7-6      |
| 04. | 2008-11-09 | Ismaning       | $ 50.000  | tapijt        | Kristina Barrois         | 6-2, 6-3      |
| 05. | 2009-02-15 | Stockholm      | $ 25.000  | hardcourt (i) | Anikó Kapros             | 6-3, 6-2      |
| 06. | 2009-05-02 | Makarska       | $ 50.000  | gravel        | Simona Halep             | 6-1, 4-6, 6-4 |
| 07. | 2009-08-29 | The Bronx      | $ 100.000 | hardcourt     | Kristina Barrois         | 6-1, 6-4      |
| 08. | 2011-08-07 | Hechingen      | $ 25.000  | gravel        | Sarah Gronert            | 6-3, 6-4      |
| 09. | 2014-08-03 | Fort Worth     | $ 10.000  | hardcourt     | Hayley Carter            | 6-1, 6-1      |
| 10. | 2014-10-19 | Makinohara     | $ 25.000  | gras          | Shuko Aoyama             | 6-1, 6-2      |
| 11. | 2014-12-14 | Mérida         | $ 25.000  | hardcourt     | Victoria Rodríguez       | 6-0, 6-3      |
| 12. | 2015-02-08 | Midland        | $ 100.000 | hardcourt (i) | Louisa Chirico           | 6-2, 6-0      |
| 13. | 2015-11-01 | Toronto        | $ 50.000  | hardcourt     | Jovana Jakšić            | 6-3, 6-2      |
| 14. | 2017-02-05 | Midland        | $ 100.000 | hardcourt (i) | Naomi Broady             | 6-4, 6-7, 6-4 |
| 15. | 2017-06-30 | Southsea       | $ 100.000 | gras          | Irina-Camelia Begu       | 6-2, 6-2      |
| 16. | 2022-02-06 | Rome           | $ 60.000  | hardcourt (i) | Alycia Parks             | 6-4, 4-6, 6-2 |
| 17. | 2023-01-29 | Pune           | $ 40.000  | hardcourt     | Nigina Abduraimova       | 6-1, 6-1      |
| 18. | 2024-12-01 | Trnava         | $ 75.000  | hardcourt (i) | Jodie Burrage            | 6-4, 6-1      |
| 19. | 2025-01-26 | Bangalore      | $ 100.000 | hardcourt     | Léolia Jeanjean          | 6-7, 6-3, 6-4 |

### Gewonnen ITF-toernooien dubbelspel
| nr. | finale     | toernooi            | dotatie  | ondergrond    | partner                | tegenstandsters in finale              | score            |
| --- | ---------- | ------------------- | -------- | ------------- | ---------------------- | -------------------------------------- | ---------------- |
| 01. | 2003-05-11 | Warschau            | $ 10.000 | gravel        | Annette Kolb           | Barbora Machovská Ivana Pláteníková    | 6-3, 6-3         |
| 02. | 2009-04-27 | Makarska            | $ 50.000 | gravel        | Renata Voráčová        | Tereza Hladíková Karolina Kosińska     | 6-4, 5-7, [10-6] |
| 03. | 2010-10-17 | Joué-lès-Tours      | $ 50.000 | hardcourt (i) | Irena Pavlovic         | Stéphanie Cohen-Aloro Selima Sfar      | 6-4, 5-7, [10-8] |
| 04. | 2010-10-24 | Saint Raphael       | $ 50.000 | hardcourt (i) | Sandra Klemenschits    | Estrella Cabeza Candela Laura Pous Tió | 6-2, 6-4         |
| 05. | 2011-04-22 | Tessenderlo         | $ 25.000 | gravel        | Anna-Lena Grönefeld    | Elina Svitolina Maryna Zanevska        | 7-5, 6-3         |
| 06. | 2011-07-03 | Toruń               | $ 50.000 | gravel        | Stéphanie Foretz-Gacon | Edina Gallovits-Hall Andreja Klepač    | 6-2, 7-5         |
| 07. | 2011-08-07 | Hechingen           | $ 25.000 | gravel        | Sandra Klemenschits    | Korina Perkovic Laura Siegemund        | 4-6, 6-2, [10-7] |
| 08. | 2012-03-25 | Bath                | $ 25.000 | hardcourt (i) | Stephanie Vogt         | Julie Coin Melanie South               | 6-3, 3-6, [10-3] |
| 09. | 2012-07-01 | Stuttgart-Vaihingen | $ 25.000 | gravel        | Sandra Klemenschits    | Lenka Juríková Zuzana Luknárová        | 6-3, 6-2         |
| 10. | 2013-04-21 | Dothan              | $ 50.000 | gravel        | Julia Cohen            | Irina Falconi Maria Sanchez            | 6-4, 4-6, [11-9] |
| 11. | 2014-06-14 | Essen               | $ 25.000 | gravel        | Kristina Barrois       | Ysaline Bonaventure Elitsa Kostova     | 6-2, 6-2         |
| 12. | 2014-10-19 | Makinohara          | $ 25.000 | gras          | Miki Miyamura          | Makoto Ninomiya Mari Tanaka            | 6-3, 6-1         |
| 13. | 2014-10-26 | Hamamatsu           | $ 25.000 | tapijt        | Miki Miyamura          | Makoto Ninomiya Mari Tanaka            | 5-7, 6-2, [10-5] |
| 14. | 2014-12-07 | Mérida              | $ 25.000 | hardcourt     | Renata Zarazúa         | Jan Abaza Hsu Chieh-yu                 | 7-6, 6-1         |
| 15. | 2014-12-14 | Mérida              | $ 25.000 | hardcourt     | Renata Zarazúa         | Andrea Gámiz Valerija Savinych         | 6-4, 6-1         |

### Gewonnen juniorentoernooien enkelspel
| nr. | datum      | toernooi         | categorie | tegenstandster       | score    |
| --- | ---------- | ---------------- | --------- | -------------------- | -------- |
| 1.  | 2001-08-12 | Mostostal Trophy | 5         | Viktoria Lytovchenko | 7-6, 7-6 |

### Gewonnen juniorentoernooien dubbelspel
| nr. | datum      | toernooi                                | categorie | partner         | tegenstandsters                     | score         |
| --- | ---------- | --------------------------------------- | --------- | --------------- | ----------------------------------- | ------------- |
| 1.  | 2004-03-29 | International Bavarian Junior Challenge | 2         | Andrea Petković | Lenka Juríková Magdaléna Rybáriková | 6-4, 4-6, 6-3 |